# ديف لوتز
ديف لوتز (بالإنجليزية: Dave Lutz)‏ هو لاعب كرة قدم أمريكية أمريكي، ولد في 30 ديسمبر 1959 في مونرو في الولايات المتحدة.

## روابط خارجية
- ديف لوتز على موقع مرجع كرة القدم المحترفة.كوم (الإنجليزية)